# Francisco Sintes Obrador
Francisco Sintes Obrador (Mahón, 6 de febrero de 1912-Madrid, 4 de diciembre de 1982) fue un militar y escritor español.

## Biografía
Nació en Mahón (isla de Menorca) el 6 de febrero de 1912. Combatió en el bando franquista durante la Guerra Civil como oficial de Artillería. Miembro del Instituto de Cultura Hispánica, fue jefe de la sección de Intercambio Cultural y posteriormente secretario general, cesando en el último cargo el 12 de octubre de 1951, para pasar a desempeñar el cargo de director general de Archivos y Bibliotecas (1951-1956). Impulsó la colección de Anejos del Boletín de la Dirección General de Archivos y Bibliotecas. También durante su mandato como director general se crearon las Casas de Cultura.
Escribió obras sobre historia militar y cultura española. El 24 de mayo de 1968 fue nombrado director de la Academia de Artillería, cargo que ocupó hasta el 16 de febrero de 1971. Impulsor de la Editorial Cuadernos para el Diálogo (EDICUSA), fue uno de los fundadores de los Cuadernos.
Falleció en Madrid el 4 de diciembre de 1982. Casado con Carmen Olivar y Despujol, fue padre del arquitecto Francisco Sintes Olivar.

## Obras
- — (1953). Dos aspectos de la crisis de Europa. Palma: Escuela Tipográfica Provincial.[11]
- — (1961). Tras las huellas de fray Junípero Serra. Palma: Casa de Menorca.[12]

## Condecoraciones
- Enconmienda con Placa de la Orden Imperial del Yugo y las Flechas (1953)[13]
- Gran Cruz de la Orden del Mérito Civil (1955)[14]
- Gran Cruz de la Real y Militar Orden de San Hermenegildo (1971)[15]
- Gran Cruz (con distintivo blanco) del Mérito Naval (1973)[16]
- Gran Cruz (con distintivo blanco) de la Orden del Mérito Militar (1976)[17]